# 樫野元作
樫野 元作（かしの げんさく　生年不明 - 1945年9月18日）は、日本の元アマチュア野球選手。兵庫県出身。

## 来歴・人物
甲南高校から神戸商業大学に進み野球をプレーした。ポジションは投手・内野手だったと伝わる。
その後応召され、中国で従軍。終戦直後の1945年9月18日に満州で戦死した。
2011年に彼の遺品が、靖国神社内の遊就館で開かれた平成23年特別展「スポーツと靖国神社―スポーツと共に生きた英霊たち―」にて展示された。また、東京ドーム内の野球殿堂博物館にある戦没野球人モニュメントに彼の名が刻まれている。